# Zygogynum gracile
Zygogynum gracile är en tvåhjärtbladig växtart som först beskrevs av Albert Charles Smith, och fick sitt nu gällande namn av W. Vink. Zygogynum gracile ingår i släktet Zygogynum och familjen Winteraceae. Inga underarter finns listade.